# 21782 Davemcdonald
21782 Davemcdonald è un asteroide della fascia principale. Scoperto nel 1999, presenta un'orbita caratterizzata da un semiasse maggiore pari a 2,3502695 au e da un'eccentricità di 0,1485507, inclinata di 5,33844° rispetto all'eclittica.
L'asteroide è dedicato all'astronomo amatoriale irlandese David McDonald.